# Автоматичний завод

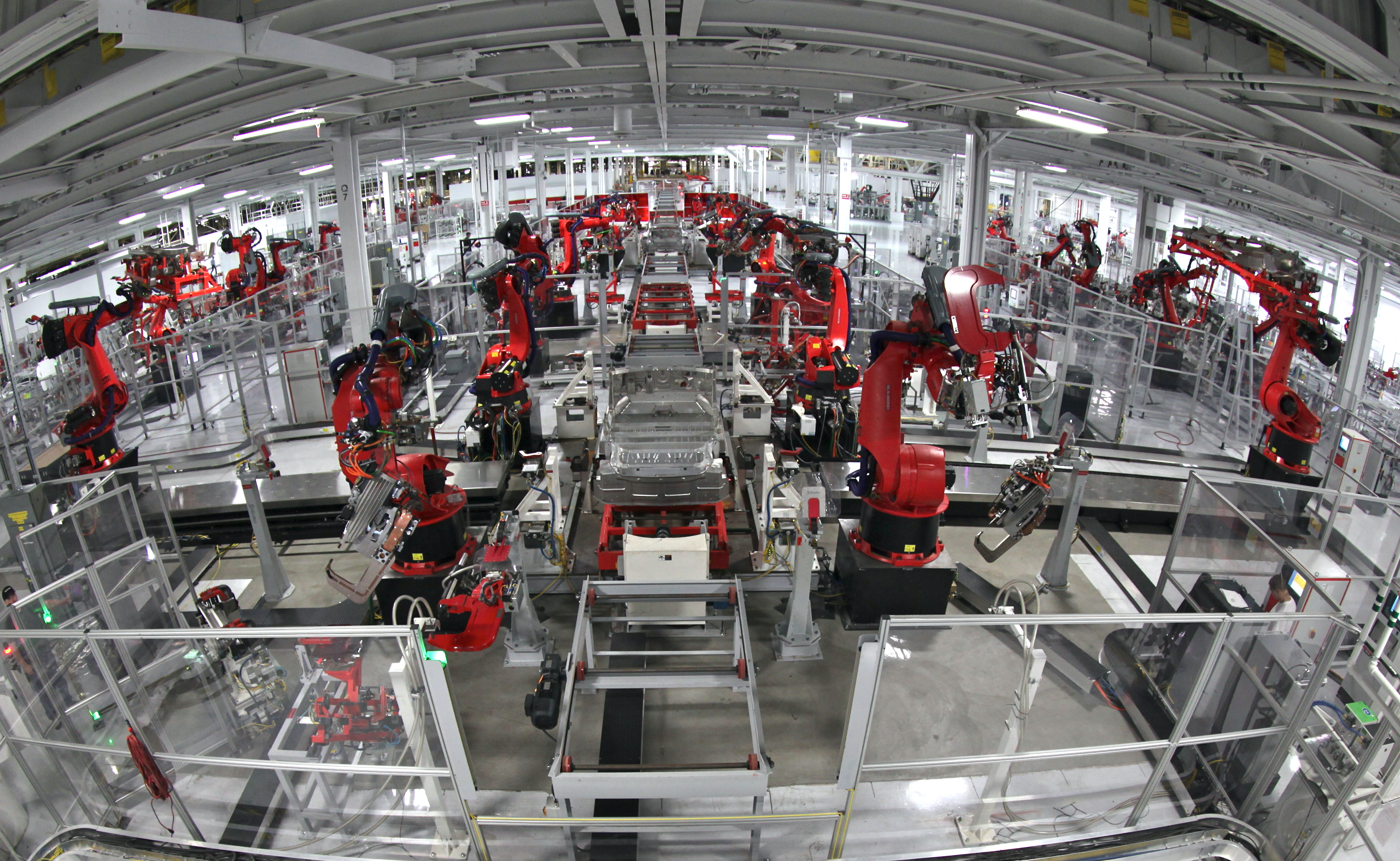
Автоматичний завод Tesla

Автомати́чний заво́д — концепція підприємства, на якому всі технологічні і транспортні операції здійснюються машинами-автоматами під контролем людини. Являє собою дуже розвинуту автоматичну лінію, яка охоплює всі виробничі процеси — від приймання сировини до пакування готової продукції. Приклади: виробництво поршнів та поршневих кілець автомобільних двигунів, виготовлення залізобетонних виробів, лемешів, для випікання хліба та ін.[джерело?]

## Застереження
Досвід експлуатації автоматичних заводів, сконструйованих за принципом автоматичних ліній, показує, що далеко не всі виробництва можна автоматизувати навіть тоді, коли докорінно змінено технологію самого виробництва.
Значно ширші можливості мають заводи, які використовують як автоматичні лінії, так і системи програмного керування. Проте автоматичні потокові лінії та системи жорсткого (без елементів самозмінювання) програмного керування, які не можуть постійно контролювати якість кінцевого продукту, непридатні для автоматизації всіх виробничих процесів. Найдосконалішою системою автоматичних заводів є система, що поєднує в собі автоматичні лінії і програмні системи з машиною, яка здійснює так зване кібернетичне (логічне) керування. Кібернетичні машини для керування процесами як за своєю апаратурою, так і за принципом дії відрізняються від великих обчислювальних машин. Кібернетична машина здійснює якісний контроль продукції, яку виробляє автоматичний завод. Вона «запам'ятовує» розміри деталей і, своєчасно виявляючи «наміри» останніх вийти за межі встановлених розмірів, відповідним чином впливає на виробничий процес, щоб запобігти появі браку. Існують окремі заводи в хімічній, нафтопереробній та інших галузях промисловості, які працюють за принципом кібернетичного керування. Наприклад, кібернетичну машину використовують для керування процесом добування високооктанового бензину.